# Nectiopoda
Nectiopoda is een orde van kleine kreeftachtigen uit de klasse Remipedia. Het zijn blinde, wormachtige bewoners van diepe grotten die in verbinding staan met de zee. De orde bevat de nog voorkomende soorten uit de klasse

## Beschrijving
Nectiopoda zijn kleine, blinde, wormachtige kreeftachtigen met zeer primitieve kenmerken. Ze zijn kleurloos en bestaan uit een cephalon (kop), gevolgd door tot 32 weinig gedifferentieerde segmenten die elk een paar afgeplatte pootjes dragen. De diertjes zwemmen op hun rug, waarbij de zijdelings ingeplante pootjes gesynchroniseerd bewegen. De eerste maxilles zijn omgevormd tot een paar gifkaken en het enige paar maxillipeden heeft een grijpfunctie.

## Voorkomen
Nectiopoda komen voor in diepe kustgrotten bij Australië, de Indische Oceaan, de Canarische Eilanden en op de Caraïben. De eerste beschreven niet-fossiele soort is Speleonectes lucayensis door Yager in 1981.

## Taxonomie
De taxonomie van de orde is als volgt opgebouwd:
- Familie Cryptocorynetidae - Hoenemann, Neiber, Schram & Koenemann, in Hoenemann, Neiber, Humphreys, Iliffe, Li, Schram & Koenemann, 2013
  - Geslacht Angirasu - Hoenemann, Neiber, Schram & Koenemann, in Hoenemann, Neiber, Humphreys, Iliffe, Li, Schram & Koenemann, 2013
  - Geslacht Cryptocorynetes - Yager, 1987
  - Geslacht Kaloketos - Koenemann, Iliffe & Yager, 2004
- Familie Godzilliidae - Schram, Yager & Emerson, 1986[4]
  - Geslacht Godzilliognomus - Yager, 1989[5]
  - Geslacht Godzillius - Schram, Yager & Emerson, 1986[4]
- Familie Kumongidae - Hoenemann, Neiber, Schram & Koenemann, in Hoenemann, Neiber, Humphreys, Iliffe, Li, Schram & Koenemann, 2013
  - Geslacht Kumonga - Hoenemann, Neiber, Schram & Koenemann, in Hoenemann, Neiber, Humphreys, Iliffe, Li, Schram & Koenemann, 2013
- Familie Micropacteridae - Koenemann et al., 2007[6]
  - Geslacht Micropacter - Koenemann et al., 2007[6]
- Familie Morlockiidae - García-Valdecasas, 1984
  - Geslacht Morlockia - García-Valdecasas, 1984
- Familie Pleomothridae - Hoenemann, Neiber, Schram & Koenemann, in Hoenemann, Neiber, Humphreys, Iliffe, Li, Schram & Koenemann, 2013
  - Geslacht Pleomothra - Yager, 1989[5]
- Familie Speleonectidae - Yager, 1981[2]
  - Geslacht Cryptocorynetes - Yager, 1987[7]
  - Geslacht Kaloketos - Koenemann, Iliffe & Yager, 2004[8]
  - Geslacht Lasionectes - Yager & Schram, 1986[9]
  - Geslacht Speleonectes - Yager, 1981[2]